# Сехон, Мириам Борисовна
Мириа́м Борисовна Сехо́н (род. 21 сентября 1983, Москва, РСФСР, СССР) — российская актриса театра и кино, вокалистка групп Race to Space, Green Point Orchestra, ВИА «Татьяна» и др.

## Биография
Родилась 21 сентября 1983 года в Москве. Отец — мультиинструменталист, участник ансамбля Назарова, группы «Своя игра», мать — по образованию журналист.
С 1989 года путешествовала по миру с интернациональным театром Footsbarn Travelling Theatre, в котором работали её родители.
С ранних лет занималась танцами, музыкой, вокалом, фигурным катанием, принимала участие в проекте «Караван мира». Благодаря тому, что труппа пять лет переезжала из одной страны в другую, Сехон выучила несколько языков, познакомилась с культурой разных народов. Играла на фортепиано и скрипке, а также продолжала заниматься вокалом с отцом.
В 1994 году вернулась в Москву с матерью, однако продолжала регулярно навещать отца, уехавшего в Израиль после развода. Родители отдали дочь в общеобразовательную школу, по окончании которой она поступила в РАТИ — ГИТИС.
В 2005 году окончила режиссёрский факультет РАТИ — ГИТИС (мастерская Сергея Женовача).
С 2022 года проживает в Канаде, со своим вторым мужем, гражданином Канады. В 2023 году совместно с Василием Зорским исполнила стихотворение Раисы Блох «Тишина» для альбома «После России», записанного на стихи поэтов русской эмиграции современными мигрантами, не согласными с российским вторжением в Украину.

### Личная жизнь
У Мириам Сехон и её первого мужа актёра Николая Мачульского есть дочь, актриса Магога Мачульская.

## Творчество

### Фильмография
- 2006 — Улица Гоголя — Ася
- 2007 — Ветка сирени — Марианна
- 2007 — Ванечка
- 2008 — Плюс один — Мадлен
- 2011 — Незначительные подробности случайного эпизода (короткометражный) — девушка в купе поезда
- 2011 — Связь вещей (короткометражный)
- 2012 — Москва 2017 — вокалистка в группе
- 2013 — Пётр Лещенко. Всё, что было… (сериал) — Жени Закитт
- 2013 — Биограф (короткометражный) — мама
- 2013 — Долгий путь домой (сериал) — Роза Белович
- 2014 — Солнечный удар — Розалия Землячка
- 2015 — Эти глаза напротив — Анна Есенина
- 2015 — Сохрани мою речь навсегда — Надежда Мандельштам
- 2015 — Рекомендация (короткометражный) — жена
- 2015 — Закрой глаза — Вера Аркадьевна
- 2016 — София — Лаура, служанка Софии Палеолог
- 2016 — Гостиница «Россия» — Марина Широкова
- 2016 — Следующий (короткометражный)
- 2017 — Демон революции — Роза Люксембург (в авторской версии ленты)
- 2017 — Тум-балалайка
- 2018 — ВМаяковский — Элли Джонс
- 2018 — Угрозы (сериал)
- 2019 — Blink (короткометражный)
- 2020 — Он и она — Она
- 2020 — Фантом — Ольга Савельева
- 2020 — Сентенция — француженка Сюзанна, которая вывозит рукопись Варлама Шаламова из СССР
- 2021 — Счастье моё — Ида
- 2021 — Клиника счастья
- 2022 — Плакать нельзя — Мария
- 2023 — Раневская — Белла, сестра Фаины

### Озвучивание
- 2010—2019 — Везуха! (мультсериал) — мама Люся
- 2015 — До любви (мультфильм)
- 2015 — Сохрани мою речь навсегда — Надежда Мандельштам
- 2018—1968.DIGITAL (документальный сериал)
- 2020 — Живые мемории (сериал)

### Композитор
- 2019 — Люби их всех
- 2021 — Ой, мамочки!

### Театр
С 2005 по 2014 годы играла в театре «Студия театрального искусства» в нескольких спектаклях:
- «Как вам это понравится» (Луна),
- «Marienbad» (Бейльця Курлендер),
- «Мальчики» (Ниночка),
- «Захудалый род» (Антонида Петровна Хотетова, Ксения Матвеевна),
- «Записные книжки» (Актриса),
- «Москва-Петушки» (Ангел Небесный).

В театре Практика актриса участвовала в спектакле «Сахар» Ивана Вырыпаева в 2013 году.
На сцене театра им. Маяковского играла в спектакле «Русский Роман» (Анна Каренина) режиссёра Миндаугаса Карбаускиса, поставленном в 2016 году.
В 2019 году исполнила роль Марины Мнишек в спектакле «Борис» Дмитрия Крымова на сцене Музея Москвы.
На следующий год состоялась премьера спектакля «Кабаре Терезин» Нины Чусовой на сцене ЦДА, в нём Сехон сыграла Ильзу Вебер.
В 2022 году была соведущей церемонии вручения премии «Золотая Маска».

### Музыкальная деятельность

#### Green Point Orchestra (2001—2012)
Сехон в возрасте 16 лет впервые оказалась на сцене с коллективом на фестивале «Казантип». После возвращения в Москву она стала вокалисткой группы, творческий стиль которой являлся смесью лаунжа, регги и этнической музыки.

#### ВИА Татьяна (с 2006)
Репертуар ВИА охватывает период от 30-х до 60-х годов XX века. Сехон является вокалисткой и идейной вдохновительницей проекта.

#### Race To Space (с 2013)
Сехон входила в изначальный состав коллектива Race to Space, исполняющего преимущественно электронную англоязычную музыку, она стала не только вокалисткой, но и автором текстов.

#### Voice Memo (с 2013)
Сольный англоязычный проект Сехон.

#### Under the Covers
Коллектив исполняет кавер-версии хитов двадцатого века.

#### Four of a Kind
Джазовый проект.

## Награды и премии
Номинант премии «Музыкальное сердце театра» в 2022 году в категории «Лучшая исполнительница главной роли» за роль в спектакле «Кабаре Терезин».

## Общественная деятельность
В 2020 году приняла участие в мероприятии в поддержку Юрия Дмитриева.